# Fem uger i ballon
Fem uger i ballon (fransk: Cinq semaines en ballon) er en science fiction-roman af Jules Verne fra 1863.

## Handling
I "Fem uger i ballon" skildres en fiktiv rejse i luftballon tværs over Afrika. Historiens hovedperson er den opdagelsesrejsende Samuel Fergusson. Han opfordres af Det kongelige geografiske Selskab i England til at udforske Afrika fra en ballon. Han rejser fra øen Zanzibar sammen med sin ven Dick Kennedy og sin tjener Joe. På vej gennem Afrika løber de ind i forskellige problemer som angreb fra lokale stammer, storme og en stranding i Sahara. Romanens klimaks er i slutningen af historien, da de flyver i en utæt ballon, som kun med nød og næppe kan holde sig svævende, til de når deres mål i Senegal. Sideløbende med den egentlige handling bliver læseren præsenteret for videnskabelige og kulturelle emner som hidtidige opdagelsesrejser, stammernes levevis, missioner i Afrika, eftersøgningen af Nilens kilder etc.

## Emner
Jules Verne lægger i bogen megen vægt på det videnskabelige. De fleste detaljer gennemgås grundigt. Der bruges lang tid på at gennemgå de tekniske aspekter ved rejsen, ligesom der er lange beskrivelser af det udstyr, personerne medbringer. Meget af indledningen bruges på at udmale fordelene ved en ballonrejse frem for en landrejse.
Derudover nævnes mange af de aktuelle ekspeditioner, ligesom Jules Verne lader hovedpersonerne opdage Nilens kilder. Man hører også om vanskelighederne ved ekspeditionerne.
De indfødte stammer, deres kultur og levevis bliver også skildret. Jules Verne bliver ofte kritiseret for at fremstille de indfødte som primitive og barbariske. Denne kritik underbygges af, at et af de største problemer på rejsen er angreb fra indfødte.